# Эккарт, Рудольф
Рудольф Эккарт (нем. Rudolf Eckart; 1 декабря 1861, Гумтов, Бранденбург — 12 января 1922, Нёртен-Харденберг) — немецкий писатель

 и фольклорист.

## Биография
Рудольф Эккарт родился 1 декабря 1861 года в городке Гумтове (ныне в земле Бранденбург) в семье немецкого литератора Теодора Эккарта (нем. Theodor Eckart; 1828—1893).
Учился сперва в средних школах в Нордхаузене и Хольцминдене, затем изучал теологию и философию в университетах университетах Гёттингена и Грайфсвальда.
В 1893 году Эккарт взял на себя управление приютом в Нёртене.
Рудольф Эккарт умер 12 января 1922 года в нижнесаксонском посёлке Нёртен-Харденберг.
Он оставил после себя множество трудов, значительная часть которых касается фольклористики.